# Leuserattus
Leuserattus là một chi nhện trong họ Salticidae.